# Арейополис
Арейо́полис (порт. Areiópolis) — муниципалитет в Бразилии, входит в штат Сан-Паулу. Составная часть мезорегиона Бауру. Входит в экономико-статистический микрорегион Бауру. Население составляет 10 521 человек на 2006 год. Занимает площадь 85,947 км². Плотность населения — 122,4 чел./км².

## Статистика
- Валовой внутренний продукт на 2003 составляет 52 495 658,00 реалов (данные: Бразильский институт географии и статистики).
- Валовой внутренний продукт на душу населения на 2003 составляет 5038,94 реала (данные: Бразильский институт географии и статистики).
- Индекс развития человеческого потенциала на 2000 составляет 0,745 (данные: Программа развития ООН).

## География
Климат местности: субтропический. В соответствии с классификацией Кёппена, климат относится к категории Cfb.